# Tala (upazila)
Pour les articles homonymes, voir Tala.
Tala (en bengali : তালা) est une upazila du Bangladesh dans le district de Satkhira. En 1991, on y dénombrait 251 388 habitants.